# 櫻木厚子
櫻木 厚子（さくらぎ あつこ）は、日本のトランペット奏者。

## 略歴
2001年龍谷大学経済学部経済学科卒業。その後早坂宏明、奥山泰三、有馬純昭らに師事。2009年よりフィンランド放送交響楽団トランペット奏者となる。。